# La fleur de mort
La fleur de mort è un cortometraggio del 1910 diretto da Georges Hatot e Victorin-Hippolyte Jasset.